# Gary McAllister
Gary McAllister (Motherwell, 25 december 1964) is een Schots voormalig voetballer en huidig voetbaltrainer die doorgaans uitkwam als middenvelder. Tussen 1981 en 2004 speelde hij voor achtereenvolgens Motherwell, Leicester City, Leeds United, Coventry City, Liverpool en opnieuw Coventry City. McAllister maakte in 1990 zijn debuut in het Schots voetbalelftal, waarvoor hij in negen jaar zevenenvijftig wedstrijden speelde. Na zijn actieve carrière werd hij coach.

## Spelerscarrière
McAllister begon zijn carrière bij Motherwell, de club uit zijn geboorteplaats. In het seizoen 1981/82 maakte de middenvelder zijn debuut in het eerste elftal. Gedurende vier jaar speelde hij zeventig wedstrijden in het eerste elftal van de Schotse club, waarin hij acht maal tot scoren wist te komen. Door zijn prestaties bij Motherwell kwam McAllister in beeld bij het Engelse Leicester City. Die club nam hem in de zomer van 1985 over samen met Ally Mauchlen. Voor de twee spelers samen betaalde Leicester driehonderdvijftigduizend pond. Al vanaf zijn eerste seizoen bij Leicester werd McAllister een basisspeler. Dat bleef hij ook in de jaren daarna. In 1987 kon de club ondanks negen doelpunten van de Schotse middenvelder degradatie naar de Second Division niet afwenden. In de Second Division werd hij twee seizoenen op rij verkozen in het Team van het Jaar en hij scoorde in drie seizoenen dertig keer. Een transfer naar het Nottingham Forest van Brian Clough ketste af, maar in 1990 verkaste de Schot alsnog.
Na vijf seizoenen voor Leicester gespeeld te hebben, tekende McAllister in de zomer van 1990 een contract bij Leeds United, waar hij de naar Sheffield United vertrokken Vinnie Jones moest vervangen. Met Leeds speelde hij weer in de First Division. In zijn tweede seizoen bij de club kroonde Leeds zich tot kampioen. Dat seizoen speelde McAllister op een middenveld met landgenoot Gordon Strachan en de talenten David Batty en Gary Speed. In de seizoenen na het kampioenschap eindigde de club achtereen zeventiende en tweemaal vijfde. In het seizoen 1992/93 debuteerde McAllister in Europees verband en hij scoorde dat seizoen tegen VfB Stuttgart en Glasgow Rangers. In zijn laatste twee seizoenen bij de club was McAllister aanvoerder.
Zes jaar na zijn komst bij Leeds, in 1996, verkaste de Schots international naar Coventry City. Zeven maanden voor zijn komst scoorde hij nog namens Leeds driemaal tegen Coventry (einduitslag 3–1). Bij deze club had Gordon Strachan, oud-teamgenoot van McAllister bij Leeds, de touwtjes in handen. In het eerste seizoen van de Schotse middenvelder bij Coventry ontsnapte de club ternauwernood aan degradatie. Vanaf het seizoen 1997/98 vormde McAllister een duo met George Boateng op het middenveld en de drie seizoenen daarna eindigde Coventry hoger dan in het eerste seizoen. In de jaargang 1999/00 kwam McAllister op zesendertigjarige leeftijd tot elf doelpunten in de Premier League. Dit leverde hem een transfer naar Liverpool op. De Schot speelde twee seizoenen bij The Reds en in die seizoenen won hij zes prijzen met de club. In 2001 werd in de finale van de UEFA Cup na verlenging met 5–4 gewonnen van Deportivo Alavés. McAllister speelde het gehele duel mee als rechtermiddenvelder. In de veertigste minuut scoorde hij uit een strafschop en naderhand werd hij verkozen tot man van de wedstrijd.

## Clubstatistieken
| Seizoen | Club           | Competitie      | Competitie | Competitie | Beker | Beker | Internationaal | Internationaal | Totaal | Totaal |
| Seizoen | Club           | Competitie      | Wed.       | Dlp.       | Wed.  | Dlp.  | Wed.           | Dlp.           | Wed.   | Dlp.   |
| ------- | -------------- | --------------- | ---------- | ---------- | ----- | ----- | -------------- | -------------- | ------ | ------ |
| 1981/82 | Motherwell     | First Division  | 1          | 0          | ?     | ?     | —              | —              | 1      | 0      |
| 1982/83 | Motherwell     | Premier League  | 1          | 0          | ?     | ?     | —              | —              | 1      | 0      |
| 1983/84 | Motherwell     | Premier League  | 21         | 0          | ?     | ?     | —              | —              | 21     | 0      |
| 1984/85 | Motherwell     | First Division  | 35         | 6          | ?     | ?     | —              | —              | 35     | 6      |
| 1985/86 | Motherwell     | Premier League  | 1          | 0          | ?     | ?     | —              | —              | 1      | 0      |
| 1985/86 | Leicester City | First Division  | 31         | 7          | 2     | 1     | —              | —              | 33     | 8      |
| 1986/87 | Leicester City | First Division  | 39         | 9          | 4     | 2     | —              | —              | 43     | 11     |
| 1987/88 | Leicester City | Second Division | 42         | 9          | 5     | 1     | —              | —              | 47     | 10     |
| 1988/89 | Leicester City | Second Division | 46         | 11         | 6     | 1     | —              | —              | 52     | 12     |
| 1989/90 | Leicester City | Second Division | 43         | 10         | 3     | 0     | —              | —              | 46     | 10     |
| 1990/91 | Leeds United   | First Division  | 38         | 2          | 13    | 2     | —              | —              | 51     | 4      |
| 1991/92 | Leeds United   | First Division  | 42         | 5          | 5     | 0     | —              | —              | 47     | 5      |
| 1992/93 | Leeds United   | Premier League  | 32         | 5          | 7     | 3     | 5              | 2              | 44     | 14     |
| 1993/94 | Leeds United   | Premier League  | 42         | 8          | 5     | 0     | —              | —              | 47     | 8      |
| 1994/95 | Leeds United   | Premier League  | 41         | 6          | 6     | 0     | —              | —              | 47     | 6      |
| 1995/96 | Leeds United   | Premier League  | 36         | 5          | 14    | 4     | 4              | 1              | 54     | 10     |
| 1996/97 | Coventry City  | Premier League  | 38         | 6          | 8     | 1     | —              | —              | 46     | 7      |
| 1997/98 | Coventry City  | Premier League  | 14         | 0          | 4     | 2     | —              | —              | 18     | 2      |
| 1998/99 | Coventry City  | Premier League  | 29         | 3          | 4     | 1     | —              | —              | 33     | 4      |
| 1999/00 | Coventry City  | Premier League  | 38         | 11         | 5     | 2     | —              | —              | 53     | 13     |
| 2000/01 | Liverpool      | Premier League  | 30         | 5          | 10    | 0     | 9              | 2              | 49     | 7      |
| 2001/02 | Liverpool      | Premier League  | 25         | 0          | 2     | 2     | 11             | 0              | 38     | 2      |
| 2002/03 | Coventry City  | First Division  | 41         | 7          | 5     | 2     | —              | —              | 46     | 9      |
| 2003/04 | Coventry City  | First Division  | 14         | 3          | 0     | 0     | —              | —              | 14     | 3      |
| Totaal  | Totaal         | Totaal          | 720        | 118        | 108   | 24    | 29             | 5              | 857    | 147    |

## Interlandcarrière
Op 25 april 1990 maakte McAllister zijn debuut in het Schots voetbalelftal. Op die dag werd op Hampden Park met 0–1 verloren van Oost-Duitsland door een benutte strafschop van Thomas Doll. De middenvelder mocht in de basis beginnen en speelde het gehele duel mee. In de zomer van 1990 werd hij opgenomen in de Schotse selectie voor het WK 1990. Tijdens dit toernooi, waarop de Schotten in de eerste ronde uitgeschakeld werden, kwam McAllister echter niet in actie. Een paar maanden na het toernooi, op 17 oktober 1990, speelde Schotland tegen Zwitserland. Nadat John Robertson de thuisploeg via een strafschop op 1–0 had gezet, verdubbelde McAllister zeven minuten met zijn eerste interlanddoelpunt na rust de voorsprong. Uiteindelijk zorgde de Zwitserse verdediger Adrian Knup voor de laatste goal van de wedstrijd: 2–1. Schotland plaatste zich in 1991 voor het EK 1992. Op dit toernooi speelde het drie wedstrijden, tijdens welke McAllister telkens in de basis begon. Tijdens de derde wedstrijd, tegen GOS, tekende de middenvelder voor de derde en laatste treffer van het duel: 3–0. Door de eerdere nederlagen tegen Nederland en Duitsland was Schotland ondanks de zege op GOS uitgeschakeld. Op 8 september 1993 droeg McAllister voor het eerste de aanvoerdersband van het nationale elftal, toen in zijn drieëntwintigste interland met 1–1 gelijkgespeeld werd tegen Zwitserland. Uiteindelijk was hij in drieëndertig wedstrijden aanvoerder. Op het EK 1996 was de middenvelder ook aanvoerder van de Schotten. Twee jaar later had Schotland zich gekwalificeerd voor het WK 1998, maar door een blessure moest hij op het toernooi verschiet laten gaan. Op 31 maart 1999 keerde McAllister terug in het nationale team, toen hij de band om zijn arm droeg in een wedstrijd tegen Tsjechië. Tijdens de wedstrijd, die met 1–2 verloren ging, werd hij uitgefloten door een deel van het publiek. Na deze wedstrijd besloot de speler na zevenenvijftig interlands te stoppen als international. Craig Brown, de nieuwe bondscoach van de Schotten, probeerde McAllister in 2001 over te halen om weer terug te keren als international, maar dat had geen effect.
| Interlands van Gary McAllister voor Schotland | Interlands van Gary McAllister voor Schotland | Interlands van Gary McAllister voor Schotland | Interlands van Gary McAllister voor Schotland | Interlands van Gary McAllister voor Schotland | Interlands van Gary McAllister voor Schotland |
| №                                             | Datum                                         | Wedstrijd                                     | Uitslag                                       | Competitie                                    | Goals                                         |
| Als speler bij Leicester City                 | Als speler bij Leicester City                 | Als speler bij Leicester City                 | Als speler bij Leicester City                 | Als speler bij Leicester City                 | Als speler bij Leicester City                 |
| --------------------------------------------- | --------------------------------------------- | --------------------------------------------- | --------------------------------------------- | --------------------------------------------- | --------------------------------------------- |
| 1                                             | 25 april 1990                                 | Schotland – Duitse Democratische Republiek    | 0 – 1                                         | Vriendschappelijk                             |                                               |
| 2                                             | 19 mei 1990                                   | Schotland – Polen                             | 1 – 1                                         | Vriendschappelijk                             |                                               |
| 3                                             | 28 mei 1990                                   | Malta – Schotland                             | 1 – 2                                         | Vriendschappelijk                             |                                               |
| Als speler bij Leeds United                   |                                               |                                               |                                               |                                               |                                               |
| 4                                             | 12 september 1990                             | Schotland – Roemenië                          | 2 – 1                                         | EK 1992 kwalificatie                          |                                               |
| 5                                             | 17 oktober 1990                               | Schotland – Zwitserland                       | 2 – 1                                         | EK 1992 kwalificatie                          | 52'                                           |
| 6                                             | 14 november 1990                              | Bulgarije – Schotland                         | 1 – 1                                         | EK 1992 kwalificatie                          |                                               |
| 7                                             | 6 februari 1991                               | Schotland – Sovjet-Unie                       | 0 – 1                                         | Vriendschappelijk                             |                                               |
| 8                                             | 1 mei 1991                                    | San Marino – Schotland                        | 0 – 2                                         | EK 1992 kwalificatie                          |                                               |
| 9                                             | 11 september 1991                             | Zwitserland – Schotland                       | 2 – 2                                         | EK 1992 kwalificatie                          |                                               |
| 10                                            | 13 november 1991                              | Schotland – San Marino                        | 4 – 0                                         | EK 1992 kwalificatie                          |                                               |
| 11                                            | 19 februari 1992                              | Schotland – Noord-Ierland                     | 1 – 0                                         | Vriendschappelijk                             |                                               |
| 12                                            | 25 maart 1992                                 | Schotland – Finland                           | 1 – 1                                         | Vriendschappelijk                             |                                               |
| 13                                            | 17 mei 1992                                   | Verenigde Staten – Schotland                  | 0 – 1                                         | Vriendschappelijk                             |                                               |
| 14                                            | 20 mei 1992                                   | Canada – Schotland                            | 1 – 3                                         | Vriendschappelijk                             | 23' 88' (pen.)                                |
| 15                                            | 3 juni 1992                                   | Noorwegen – Schotland                         | 2 – 2                                         | Vriendschappelijk                             |                                               |
| 16                                            | 12 juni 1992                                  | Nederland – Schotland                         | 1 – 0                                         | EK 1992                                       |                                               |
| 17                                            | 15 juni 1992                                  | Duitsland – Schotland                         | 2 – 0                                         | EK 1992                                       |                                               |
| 18                                            | 18 juni 1992                                  | Schotland – GOS                               | 3 – 0                                         | EK 1992                                       | 84'                                           |
| 19                                            | 9 september 1992                              | Zwitserland – Schotland                       | 3 – 1                                         | WK 1994 kwalificatie                          |                                               |
| 20                                            | 14 oktober 1992                               | Schotland – Portugal                          | 0 – 0                                         | WK 1994 kwalificatie                          |                                               |
| 21                                            | 18 november 1992                              | Schotland – Italië                            | 0 – 0                                         | WK 1994 kwalificatie                          |                                               |
| 22                                            | 17 februari 1993                              | Schotland – Malta                             | 3 – 0                                         | WK 1994 kwalificatie                          |                                               |
| 23                                            | 8 september 1993                              | Schotland – Zwitserland                       | 1 – 1                                         | WK 1994 kwalificatie                          |                                               |
| 24                                            | 13 oktober 1993                               | Italië – Schotland                            | 3 – 1                                         | WK 1994 kwalificatie                          |                                               |
| 25                                            | 17 november 1993                              | Malta – Schotland                             | 0 – 2                                         | WK 1994 kwalificatie                          |                                               |
| 26                                            | 23 maart 1994                                 | Schotland – Nederland                         | 0 – 1                                         | Vriendschappelijk                             |                                               |
| 27                                            | 20 april 1994                                 | Oostenrijk – Schotland                        | 1 – 2                                         | Vriendschappelijk                             |                                               |
| 28                                            | 27 mei 1994                                   | Nederland – Schotland                         | 3 – 1                                         | Vriendschappelijk                             |                                               |
| 29                                            | 7 september 1994                              | Finland – Schotland                           | 0 – 2                                         | EK 1996 kwalificatie                          |                                               |
| 30                                            | 16 november 1994                              | Schotland – Rusland                           | 1 – 1                                         | EK 1996 kwalificatie                          |                                               |
| 31                                            | 18 december 1994                              | Griekenland – Schotland                       | 1 – 0                                         | EK 1996 kwalificatie                          |                                               |
| 32                                            | 29 maart 1995                                 | Rusland – Schotland                           | 0 – 0                                         | EK 1996 kwalificatie                          |                                               |
| 33                                            | 26 april 1995                                 | San Marino – Schotland                        | 0 – 2                                         | EK 1996 kwalificatie                          |                                               |
| 34                                            | 16 augustus 1995                              | Schotland – Griekenland                       | 1 – 0                                         | EK 1996 kwalificatie                          |                                               |
| 35                                            | 6 september 1995                              | Schotland – Finland                           | 1 – 0                                         | EK 1996 kwalificatie                          |                                               |
| 36                                            | 11 oktober 1995                               | Zweden – Schotland                            | 2 – 0                                         | Vriendschappelijk                             |                                               |
| 37                                            | 15 november 1995                              | Schotland – San Marino                        | 5 – 0                                         | EK 1996 kwalificatie                          |                                               |
| 38                                            | 27 maart 1996                                 | Schotland – Australië                         | 1 – 0                                         | Vriendschappelijk                             |                                               |
| 39                                            | 24 april 1996                                 | Denemarken – Schotland                        | 2 – 0                                         | Vriendschappelijk                             |                                               |
| 40                                            | 26 mei 1996                                   | Verenigde Staten – Schotland                  | 2 – 1                                         | Vriendschappelijk                             |                                               |
| 41                                            | 29 mei 1996                                   | Colombia – Schotland                          | 1 – 0                                         | Vriendschappelijk                             |                                               |
| 42                                            | 10 juni 1996                                  | Nederland – Schotland                         | 0 – 0                                         | EK 1996                                       |                                               |
| 43                                            | 15 juni 1996                                  | Engeland – Schotland                          | 2 – 0                                         | EK 1996                                       |                                               |
| 44                                            | 18 juni 1996                                  | Schotland – Zwitserland                       | 1 – 0                                         | EK 1996                                       |                                               |
| Als speler bij Coventry City                  |                                               |                                               |                                               |                                               |                                               |
| 45                                            | 31 augustus 1996                              | Oostenrijk – Schotland                        | 0 – 0                                         | WK 1998 kwalificatie                          |                                               |
| 46                                            | 5 oktober 1996                                | Letland – Schotland                           | 0 – 2                                         | WK 1998 kwalificatie                          |                                               |
| 47                                            | 11 februari 1997                              | Estland – Schotland                           | 0 – 0                                         | WK 1998 kwalificatie                          |                                               |
| 48                                            | 29 maart 1997                                 | Schotland – Estland                           | 2 – 0                                         | WK 1998 kwalificatie                          |                                               |
| 49                                            | 2 april 1997                                  | Schotland – Australië                         | 2 – 0                                         | WK 1998 kwalificatie                          |                                               |
| 50                                            | 30 april 1997                                 | Zweden – Schotland                            | 2 – 1                                         | WK 1998 kwalificatie                          |                                               |
| 51                                            | 27 mei 1997                                   | Schotland – Wales                             | 0 – 1                                         | Vriendschappelijk                             |                                               |
| 52                                            | 1 juni 1997                                   | Malta – Schotland                             | 2 – 3                                         | Vriendschappelijk                             |                                               |
| 53                                            | 8 juni 1997                                   | Wit-Rusland – Schotland                       | 0 – 1                                         | WK 1998 kwalificatie                          | 49' (pen.)                                    |
| 54                                            | 7 september 1997                              | Schotland – Wit-Rusland                       | 4 – 1                                         | WK 1998 kwalificatie                          |                                               |
| 55                                            | 11 oktober 1997                               | Schotland – Letland                           | 2 – 0                                         | WK 1998 kwalificatie                          |                                               |
| 56                                            | 12 november 1997                              | Frankrijk – Schotland                         | 2 – 1                                         | Vriendschappelijk                             |                                               |
| 57                                            | 31 maart 1999                                 | Schotland – Tsjechië                          | 1 – 2                                         | EK 2000 kwalificatie                          |                                               |

## Trainerscarrière
In april 2002 liet McAllister Liverpool achter zich en hij keerde terug naar Coventry City, waar hij een duobaan als speler en coach aannam. Hij zei zelf te begrijpen dat mensen het een gok vonden van de club, maar vertelde ook veel zin te hebben om de uitdaging aan te gaan. Deze combinatie tussen speler en trainer hield hij vol tot januari 2004, toen hij ontslag nam om meer tijd te kunnen besteden met zijn familie. Hij coachte Coventry in zesenzeventig wedstrijden, waarvan eenentwintig gewonnen werden, een winstpercentage van 27,6 procent. Later werd bekend dat McAllister ontslag had genomen om te zorgen voor zijn vrouw Denise, die borstkanker had. In maart 2006 overleed zij.
Twee jaar na het overlijden van zijn vrouw keerde McAllister terug als trainer in het Engelse voetbal toen een andere oude club van hem, Leeds United, hem aantrok. Op 29 januari 2008 tekende hij een contract voor een half seizoen als opvolger van Dennis Wise, die naar Newcastle United was vertrokken. In zijn eerste vier wedstrijden wist de Schot niet te winnen en Leeds zakte weg op de ranglijst. Achtereenvolgens werd gewonnen van Swindon Town en Bournemouth en de weg naar boven werd weer gevonden. Na twee keer verloren te hebben in twaalf wedstrijden, kreeg McAllister van voorzitter Ken Bates een nieuwe verbintenis voor een extra twaalf maanden. Op 3 april 2008 ondertekende de trainer dit contract wat hem tot de zomer van 2009 bij de club moest houden. In het seizoen 2007/08 kwalificeerde Leeds zich voor de play-offs voor promotie naar de Championship, maar in de finale werd verloren van Doncaster Rovers. Het einde van zijn nieuwe contract zou McAllister niet halen. Op 21 december 2008 werd hij ontslagen na teleurstellende resultaten. Negen dagen eerder zeiden zijn spelers nog recht achter hun trainer te staan. Na een nederlaag in de FA Cup tegen amateurclub Histon en een verliespartij tegen MK Dons was het toch einde verhaal voor McAllister. De Schotse oud-voetballer leidde vijftig wedstrijden van Leeds, waarvan vijfentwintig gewonnen werden.
Een jaar na zijn ontslag bij Leeds, kreeg McAllister een baan aangeboden als coach bij het Schots voetbalelftal. Die wees hij echter af, omdat hij graag bij een club aan de slag wilde gaan. Later in september 2009 was hij ook in gesprek met Portsmouth, waar hij assistent-trainer aan de slag zou kunnen gaan. Die deal ging uiteindelijk niet door. In mei 2010 werd hij veldtrainer onder Gordon Strachan bij Middlesbrough. Die baan gaf hij in september weer op, toen hij assistent werd van Gérard Houllier, coach van Aston Villa. Nadat Houllier aan het einde van het seizoen 2010/11 in het ziekenhuis kwam, nam McAllister de leiding over vijf wedstrijden van Aston Villa. Van die vijf werden twee gewonnen, twee gelijkgespeeld en één verloren. In de zomer van 2011 werd Alex McLeish de nieuwe manager in Birmingham en McAllister verliet de club weer. In juli 2015 werd de Schot veldtrainer bij Liverpool, waar hij twee jaar had gespeeld. Na het ontslag van manager Brendan Rodgers in oktober 2015 was McAllister ook trainer af, maar hij bleef bij Liverpool, in een ambassadeursrol.
In 2018 kwam McAllister weer langs de lijn te staan, als assistent van voormalig teamgenoot bij Liverpool Steven Gerrard bij het Schotse Rangers. Met Rangers werden ze kampioen in het seizoen 2020/21. In november 2021 werd Gerrard aangesteld als coach van Aston Villa en hij nam McAllister mee als assistent.

## Erelijst
| Competitie        |            |            |            |            |
| Competitie        | Aantal     | Jaren      |            |            |
| Motherwell        | Motherwell | Motherwell | Motherwell | Motherwell |
| ----------------- | ---------- | ---------- | ---------- | ---------- |
| First Division    | 1          | 1984/85    |            |            |
| Leeds United      |            |            |            |            |
| First Division    | 1          | 1991/92    |            |            |
| FA Charity Shield | 1          | 1992       |            |            |
| Liverpool         |            |            |            |            |
| FA Cup            | 1          | 2000/01    |            |            |
| League Cup        | 1          | 2000/01    |            |            |
| FA Charity Shield | 1          | 2001       |            |            |
| UEFA Cup          | 1          | 2000/01    |            |            |
| UEFA Super Cup    | 1          | 2001       |            |            |